# Frederik Carl Peter Rüttel

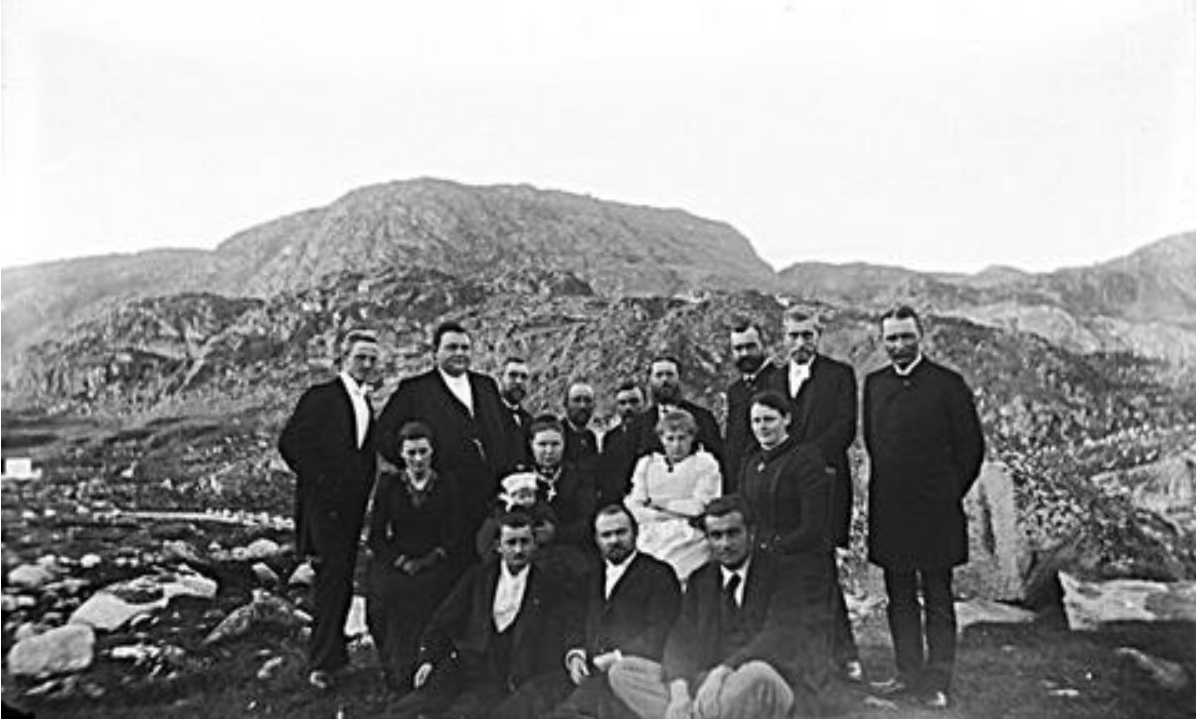
Frederik Carl Peter Rüttel (1894; ganz rechts)

Frederik Carl Peter Rüttel (* 6. Juni 1859 in Gårslev; † 15. März 1915 auf Thurø) war ein dänischer Missionar in Grönland.

## Leben
Frederik Carl Peter Rüttel war der Sohn des Lehrers Andreas Peter Rüttel (1804–1876) und seiner zweiten Ehefrau Catharina Nissen (1820–1886). Er wollte eigentlich Bildhauer werden, aber beugte sich dem Wunsch seines Vaters und absolvierte eine Lehre zum Manufakturhändler. Nachdem sein Vater gestorben war, beschloss er, doch noch eine künstlerische Ausbildung durchzuführen. 1878 zog er nach Kopenhagen, wo er an der Technischen Schule Zeichenunterricht erhielt und anschließend an der dortigen Kunstakademie angenommen wurde. Nachdem er Søren Kierkegaards Øjeblikket gelesen hatte, beschloss er stattdessen doch lieber Pastor werden zu wollen. Deswegen schrieb er sich an der Lateinschule in Fredericia ein, die er 1883 mit der Hochschulreife verließ. Anschließend studierte er, wurde bereits 1884 cand.phil und 1891 cand.theol. Nebenher unterrichtete er von 1887 bis 1892 am dänischen Blindeninstitut. Am 6. Mai 1892 heiratete er in Kopenhagen Helga Margrethe Westerberg (1863–1918), Tochter des Buchbinders Christian Geoorg Westerberg (um 1824–1892) und seiner Frau Sara Frederikke Marie Rasmussen (1826–1912).
Nach Ende des Studiums meldete sich für die Missionsarbeit an der gerade errichtet werden sollenden Kolonie Ammassalik in Ostgrönland. Er wurde angenommen, 1892 ordiniert und erlernte dann innerhalb von zwei Jahren in Qaqortoq die grönländische Sprache. 1894 wurde er schließlich erster Missionar Ostgrönlands. Tatsächlich taufte er mit Kârale Andreassen und seiner Familie die ersten Grönländer erst fünf Jahre später. Sein behutsamer Umgang mit den Tunumiit wurde ihm jedoch später durchaus hoch angerechnet, da unter ihm deutliche Zivilisierungstendenzen der Ostgrönländer festzustellen waren. 1904 verließ er Ostgrönland aufgrund seiner schwachen Gesundheit und wurde Pastor in Alluitsoq. 1912 wurde er pensioniert und verließ Grönland.
1911 wurde er zum Ritter des Dannebrogordens ernannt. Sein Werk Til Angmagssalik schildert das traditionelle Leben der Tunumiit. Frederik Carl Peter Rüttel starb 1915 plötzlich nach kurzer Krankheit im Alter von 55 Jahren auf Thurø, wo er sich niedergelassen hatte.